# 中村嘉樹
中村 嘉樹（なかむら よしき、1983年5月30日 - ）は、日本のラグビーユニオン選手。

## プロフィール
- 京都府出身。
- ポジションはプロップ(PR)、フッカー(HO)。
- 身長 175cm、体重 101kg
- ニックネームはヨシキ。
- U23日本代表候補に選ばれたことがある[1]。

## 略歴
13歳からラグビーを始めた。
2002年、啓光学園高校卒業後、同志社大学に入学する。
2005年、同志社大学ラグビー部の主将に就任した。
2006年、同志社大学卒業後、トヨタ自動車ヴェルブリッツに加入。同年12月10日に行われたジャパンラグビートップリーグ第9節のサントリーサンゴリアス戦に途中出場で公式戦初出場を果たす。
2017年、トヨタ自動車ヴェルブリッツを退団した。